# La maschera della morte rossa (racconto)
La maschera della morte rossa (The Masque of the Red Death, inizialmente pubblicato come The Mask of the Red Death: a Fantasy) è un racconto scritto da Edgar Allan Poe e pubblicato nel 1842 nel Graham's Magazine.

## Trama
Il Principe Prospero, di animo felice e temerario, insieme a 1000 suoi amici nobili, si è rifugiato nel proprio castello per sfuggire a una malattia che sta devastando la terra, la "Morte Rossa", un'immaginaria piaga raccapricciante (infatti, la malattia esordisce con un intenso dolore, seguito da improvvise vertigini per poi concludersi con un copioso sanguinamento dai pori; la morte, solitamente, sopraggiunge circa mezz'ora dopo la comparsa dei primi sintomi). Sia Prospero che i suoi amici sono indifferenti alle sofferenze del popolo e intendono aspettare (tra diversi piaceri all'interno del castello, il cui ingresso è stato sbarrato così che nessuno possa entrare o uscire dalla struttura) che la pestilenza finisca (e anche che, nel frattempo, il resto del mondo riesca a risollevarsi da sé).
Dopo circa cinque/sei mesi di isolamento, una notte si sta svolgendo un ballo in maschera in una sala costituita da sette stanze, ciascuna decorata con un colore diverso: azzurro, porpora, verde, arancione, bianco e viola. Quasi tutti i partecipanti evitano molto accuratamente di fermarsi nell'ultima stanza, in quanto considerata troppo inquietante (essendo di colore nero, ad eccezione della finestra: di colore rosso); in quest'ultima stanza è presente anche un grande orologio a pendolo d'ebano che, a ogni ora, emette un potente rintocco musicale in grado di far momentaneamente fermare gli affascinanti ospiti (i quali ricominciano poi a danzare come se nulla fosse).
Allo scoccare della mezzanotte (poiché l'ultimo rintocco necessita di più tempo per suonare e, dunque, c'è tempo per pensare anche ad altro), alcuni ospiti notano che nella stanza nera è presente una figura mascherata che prima non aveva attirato la minima attenzione; nel giro di poco tempo l'intera sala nota la sua presenza e reagisce con sgomento misto a disgusto: infatti la misteriosa figura indossa un sudario macchiato di sangue e una maschera rossa che raffigura il volto di un cadavere. 
Quando anche Prospero nota la misteriosa figura che sta camminando tra i partecipanti, ordina infuriato che venga catturato così che possa venir impiccato per quell'affronto (infatti, il travestimento ricorda la famigerata "Morte Rossa"). Gli ospiti non riescono a farsi avanti, ma anzi si appiattiscono contro le pareti pur di non toccare quella figura che prosegue la propria camminata. Accecato dalla rabbia per la situazione, Prospero estrae un pugnale e insegue l'intruso (che, conclusa la propria camminata, sta tornando verso la stanza nera) con l'intenzione di ucciderlo; tuttavia, poco prima che riesca a raggiungerlo, l'ospite si gira a guardarlo: dopo un orribile grido, il Principe crolla morto sul pavimento. 
A quel punto, gli altri partecipanti si precipitano verso l'immobile intruso e lo smascherano ma, con loro immenso orrore, scoprono che sotto la maschera e il sudario non c'è niente: infatti, quella misteriosa figura altri non è che la Morte Rossa (riuscita, infine, ad entrare anche nel castello). Nel giro di pochissimo tempo, la Morte Rossa uccide tutti gli altri ospiti della struttura e stabilisce il proprio dominio anche all'interno del castello, ormai buio e silenzioso.

## Nella cultura popolare

### Adattamenti cinematografici
- Die Pest in Florenz di Otto Rippert (1921)
- Prizrak brodit po Yevrop di Vladimir Gardin (1923)
- La maschera della morte rossa (The Masque of the Red Death) di Roger Corman (1964)
- La maschera della morte rossa (Masque of the Red Death) di Larry Brand (1989)
- La caduta della casa degli Usher (The Fall of the House of Usher), episodio 2 "La maschera della morte Rossa" (2023) Netflix

Il personaggio della "  Morte rossa " è presente nel romanzo di  Gaston Leroux   "Il fantasma dell'Opera "  e in quasi tutte le trasposizioni cinematografiche da esso tratte, e anche nel famoso musical di Andrew Lloyd Webber

### Adattamenti cartacei
- La maschera della Morte Rossa Archiviato il 13 giugno 2015 in Internet Archive. edito dalla Kleiner Flug

### Adattamenti musicali
- Francesco Filidei, The Masque of the Red Death (2021; Donauschinger Musiktage)